# Alpinizm przemysłowy

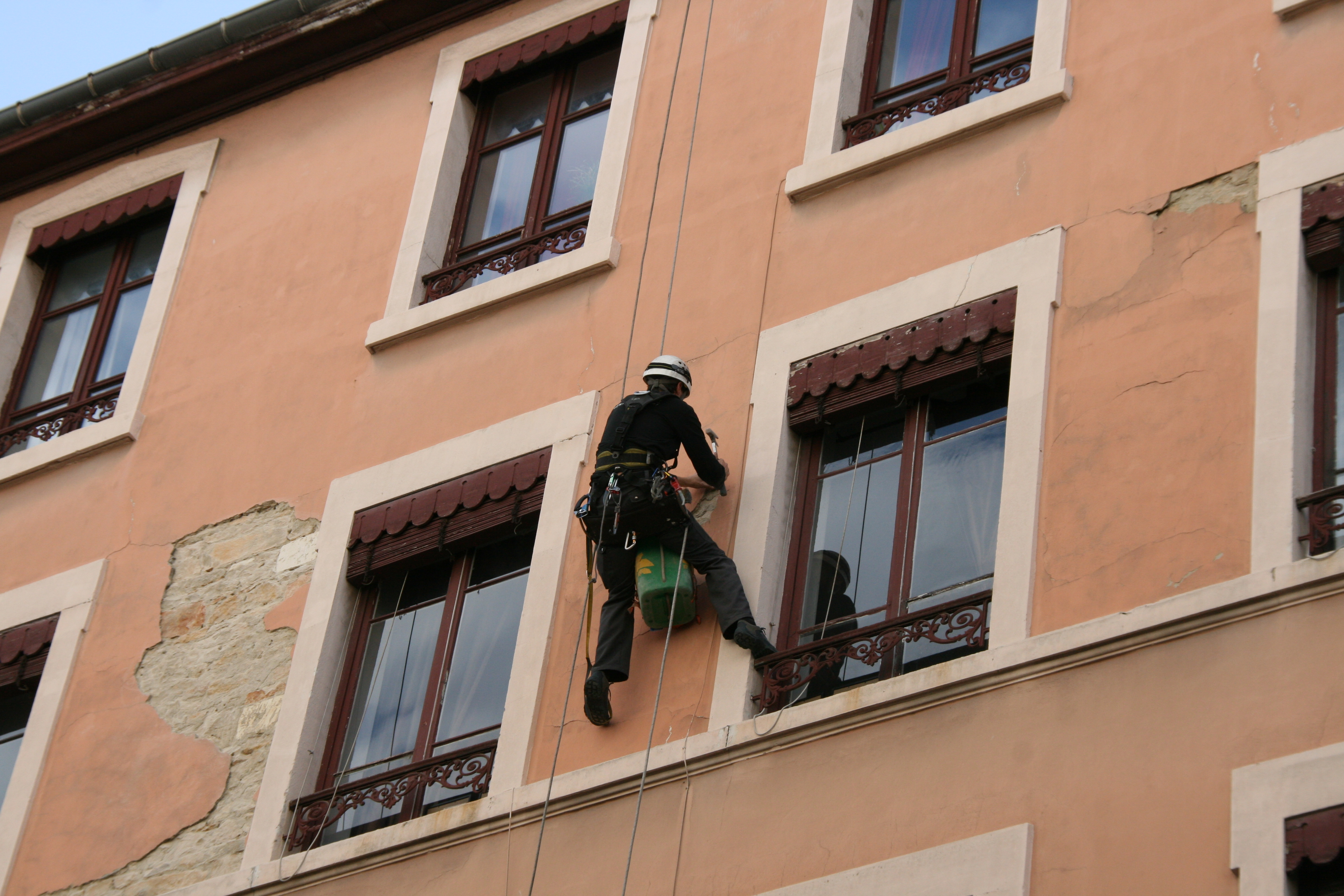
Alpinizm przemysłowy wykorzystywany jest m.in. do czyszczenia elewacji budynków.

Alpinizm przemysłowy – praca na wysokości wykonywana w podwieszeniu lub w podparciu. Techniki używane w dostępie linowym wywodzą się z technik wspinaczkowych i jaskiniowych, które z czasem ewoluowały, tworząc systemy pracy, dedykowany sprzęt, liny etc.
Prace w dostępie linowym wykonywane są wszędzie tam gdzie jest to uzasadnione ekonomicznie, czyli tam gdzie konwencjonalne metody, jak drabiny, podnośniki, rusztowania i inne są relatywnie za drogie do wymiaru i zakresu prac.
Popularność prac w dostępie linowym nie słabnie pomimo rozwoju urządzeń i konstrukcji dostępowych, a jest to spowodowane coraz bardziej złożona architekturą inżynieryjnych konstrukcji budowlanych i maszyn.

## Organizacje
Najbardziej znanym na świecie systemem pracy w dostępie linowym jest IRATA (Industrial Rope Access Trade Association).
Przemysłowy dostęp linowy został wprowadzony ponad 25 lat i jest rozwijany przez IRATA International do momentu, w którym jest to najczęściej wybierany system dostępu dla większości prac w przemyśle naftowo-gazowym na morzu, jak również dla wielu projektów w budownictwie, inżynierii lądowej i wodnej, oraz wielu innych.
Jego sukces opiera się na gruntownym szkoleniu i ścisłych wytycznych dotyczących pracy, które rok po roku zapewniają niezrównany rekord bezpieczeństwa pracy.
Na wzór IRATA powstało kilkanaście innych systemów rope access w różnych krajach, ale tylko ten jest rozpoznawalny praktycznie wszędzie i uznany jako „bezpieczny”. W Polsce w 2009 roku powstała Organizacja Techników Dostępu Linowego (OTDL), która przyjęła standardy z IRATA uwzględniając narodową legislację w zakresie pracy na wysokości.
Organizacje dostępu liniowego w wybranych krajach: Japonia – Tokushu Kosho Gijutsu; Hiszpania – ANETVA; Niemcy – FISAT; Norwegia – SOFT; Nowa Zelandia – IRAANZ; Południowa Afryka – SAIRAA (RAFAA); Stany Zjednoczone – SPRAT; Wielka Brytania – IRATA.